# 天雷一部之春花秋月
《天雷一部之春花秋月》（英語：Love Better Than Immortality），2019年中国大陆玄幻古装剧。本剧改编自蜀客的《穿越之天雷一部》小说，由李宏毅、赵露思、吴俊余领衔主演，优酷视频于2019年7月5日首播。2022年上傳於Youtube頻道播映，又名《重生之我的妖孽哥哥》或《穿越之戀愛攻略》。台灣OTT由LiTV 線上影視全劇上架。

## 播出时间
| 频道     | 所在地 | 播出日期     | 播出时间 | 备注 |
| -------- | ------ | ------------ | -------- | ---- |
| 优酷视频 | 中国   | 2019年7月5日 |          |      |

## 剧情简介
生活在未来（2169年）的女主通过VR（天雷系統）进入（放棄永生，重新穿越）武林世界，化名“春花”寻找真爱，在此接连邂逅了搅乱江湖的上官秋月、以匡扶正义为己任的萧白，并与势不两立的二人产生情愫，由此引出一系列啼笑皆非又浪漫温情的故事。

## 演员列表

### 主要演员
| 演員   | 角色     | 介紹 |
| 李宏毅 | 上官秋月 | 魔教教主／千月洞洞主/口頭禪「有意思」 是武林中的大魔头，腹黑妖孽美男，经常调戏春花，偶尔温柔宠溺，面容温雅却心狠手辣，刚开始利用春花，后被春花吸引，为了春花放弃一统江湖的野心，最终与春花成为了夫妻。 |
| 赵露思 | 春花     | 未來世界（2169年）名叫雷蕾，為了體驗愛情，自願放棄永生，靈魂穿行到了古代武俠世界， 前身名为花小蕾,失去記憶前與大魔头上官秋月曾有私情,发现上官秋月对自己只是利用，并無爱意，选择跳下悬崖（無意服下長生果，死而復生），被认定失憶后，（在診籍上發現最後一個病人名為春花）便以春花為其名。只因第一眼看到萧白（未來世界的天雷系統告知，春花看的第一眼，就是她的真命天子），春花就决定赖在小白身边，只因一句“春花秋月何时了”，就误以为自己是大魔头上官秋月的妹妹，于是奉命在小白身边偷取心法，一边与秋月虚与委蛇，一边博取小白的喜爱，混得风生水起，笑料百出。 |
| 吴俊余 | 萧白     | 武林盟主之子／鳳鳴山莊少莊主 三番四次救春花，喜歡春花后来为了春花改变许多，最终却为了白道安危舍弃了春花，把她推向了秋月，後期因傷心過度走火入魔。 |

### 其他演员
| 演員   | 角色     | 介紹 |
| 姜嫄   | 风彩彩   | 是個熱愛江湖正義的女子，爱審時度勢，也偶爾會打破砂鍋問到底，喜歡偶像蕭白，捨生取義、方為正道，立志守天下。 |
| 刘怡潼 | 秦流風   | 東山派掌門之子 其父秦道賢，外表是個俊美風流的花花公子，實則極為專情，重情重義，愛好匡扶正義，是春花的藍颜知己。 |
| 姜健   | 冷影     | 冷掌門，是冷凝的父親，是一個冷臉獸心存在的人物。比魔頭還冷血無情，為了得到長生果，不惜除去同道中人前去爭奪而殺之而後快。為了不被人知道是他殺害了風掌門，而嫁禍給傅楼。更為了毀滅殺人滅口證據，便在众人面前將傅楼刺死在劍下。 |
| 盛蕙子 | 冷凝     | 是個傲嬌小公主，愛打抱不平，爱吟詩辩道，愛耍正經，也愛一本正經的說教，是個聰慧善良、偶爾小任性的女孩。 |
| 林靜   | 游絲夫人 | 是個溫柔婉約的女子，為人善良純真，跟傅樓是夫妻，最後因傅樓死去便自盡。 |
| 胡健   | 傅樓     | 兩大魔教之一傳奇谷主，跟游絲是夫妻，深愛著游絲，為她求長生果醫治病毒，最後因長生果死於冷影掌門手下。 |
| 张棠   | 葉颜     | 上官秋月的星主手下，秦流風表妹。 |
| 李星辰 | 顧晚     | 上官秋月的星主手下，對葉顏情有獨鍾。 |

## 原声带
| 曲序 | 曲目                       | 演唱   |
| ---- | -------------------------- | ------ |
| 1.   | 《戀愛腦少女》（片頭曲）   | 趙露思 |
| 2.   | 《未完成的瞬間》（片尾曲） | 李宏毅 |
| 3.   | 《何時了》（插曲）         | 玄觴   |